# Lomelosia brachycarpa
Lomelosia brachycarpa är en tvåhjärtbladig växtart som först beskrevs av Pierre Edmond Boissier och Rudolph Friedrich Hohenacker, och fick sitt nu gällande namn av J. Soják. Lomelosia brachycarpa ingår i släktet Lomelosia och familjen Dipsacaceae. Inga underarter finns listade i Catalogue of Life.